# Ardfert
Ardfert (Ard Fhearta em irlandês) é uma cidade do Condado de Kerry, República da Irlanda, localizada a 312,21 km de Dublin.